# بحيرة باين فلات
باين فلات (Pine Flat) هي بحيرة أو خزان اصطناعي في سفوح جبال سييرا نيفادا في شرق مقاطعة فريسنو ، كاليفورنيا على الحدود الشمالية الجنوبية الغربية إلى غابات سييرا وسيكويا الوطنية ، حوالي 30 ميل (48 كـم) شرق فريسنو . تدار البحيرة من قبل فيلق المهندسين بالجيش الأمريكي (USACE) وهي مفتوحة لراكبي القوارب والمخيمين والمتنزهين.
تشكلت البحيرة من خلال بناء سد باين فلات على نهر الملوك عام 1954 من قبل فيلق المهندسين بالجيش الأمريكي ، وتبلغ سعتها التخزينية 1,000,000 قدم فدان (1.2 كـم3) . على الرغم من أنه تم تصميمه بشكل أساسي للتحكم في الفيضانات ، إلا أن المشروع يوفر أيضًا الري وتغذية المياه الجوفية ، والترفيه ، ومع الانتهاء في عام 1984 من محطة Jeff L. Taylor Pine لتوليد الطاقة الكهرومائية ، لتوليد 165 ميجاوات من الطاقة الكهرومائية.

## الترفيه والحياة البرية
البحيرة هي مقصد سياحي إقليمي شهير للاستجمام المائي. تتوفر حول البحيرة في مقاطعة ساكرامنتو العديد من مناطق الترفيه ومناطق إدارة الحياة البرية.
مناطق الترفيه والحياة البرية في منطقة بحيرة باين فلات:
- منطقة استجمام دير كريك و باين فلات مارينا (يتم تشغيل المرسى بشكل خاص بموجب اتفاقية مع USACE).
- منطقة آيلاند بارك الترفيهية للتخييم
- منطقة ترفيه ليك فيو
- منطقة اديسون بوينت للحياة البرية (مفتوحة للصيد ومشاهدة الحياة البرية)
- منطقة الترفيه تريمر سبرينغز وأرض المخيم
- منطقة الحياة البرية في سيكامور كريك (مفتوحة للصيد ومشاهدة الحياة البرية)
- منطقة الترفيه المسطحة وأرض المخيم في كيرش (تديرها غابة سييرا الوطنية) نسخة محفوظة 30 نوفمبر 1998 على موقع Wikiwix

تتم إدارة مصايد الأسماك وتخزينها من قبل إدارة الأسماك والحياة البرية في كاليفورنيا ، وتشمل أنواع الأسماك الشائعة: القاروص الكبيرة والصغيرة ، القاروص المرقط ، تراوت قوس قزح ، الملك (شينوك) وسمك السلمون kokanee ، سمك السلور ، الكرابي والبلوجيل . يستطيع الصيادون صيد أسماك تراوت قوس قزح الأصلية في أعالي نهر كينجز ، وهي منطقة إدارة خاصة تشجع التكاثر الطبيعي للتراوت البري دون زراعة الماشية المحلية. يجب أن يمتلك الصيادون رخصة صيد سارية للدولة وأن يمتثلوا لجميع قواعد ولوائح إدارة الأسماك والحياة البرية في كاليفورنيا.
يسمح بالصيد خارج مناطق الاستجمام المطورة باستخدام القوس والسهم أو البندقية فقط.
- فيلق المهندسين بالجيش الأمريكي
- غابة سييرا الوطنية
- غابة سيكويا الوطنية
- حديقة الملوك كانيون الوطنية
- قائمة السدود والخزانات في ولاية كاليفورنيا
- قائمة البحيرات في ولاية كاليفورنيا
- قائمة أكبر الخزانات في الولايات المتحدة
- قائمة أكبر خزانات كاليفورنيا

## روابط خارجية
- U.S. Geological Survey Geographic Names Information System: بحيرة باين فلات
- سلاح المهندسين بالجيش الأمريكي ، باين فلات ليك
- Pine Flat Lake Recreation - Recreation.gov ، حجوزات التخييم والمعلومات
- غابة سييرا الوطنية
- غابة سيكويا الوطنية